# Glenn Patching
Glenn Scott Patching (* 12. April 1958) ist ein ehemaliger australischer Schwimmer. Er gewann bei Commonwealth Games eine Goldmedaille, zwei Silbermedaillen und eine Bronzemedaille.

## Karriere
Bei den Olympischen Spielen 1976 in Montreal schied Patching über 100 Meter Freistil im Vorlauf mit der 18. Zeit aus. Über 100 Meter Rücken verfehlte Patching das Finale um eine Hundertstelsekunde und wurde Neunter im Halbfinale.
Anfang August 1978 fanden in Edmonton die Commonwealth Games 1978 statt. Patching siegte über 100 Meter Rücken und wurde über 200 Meter Rücken Zweiter hinter dem Neuseeländer Gary Hurring. Er gewann eine weitere Silbermedaille mit der 4-mal-100-Meter-Freistilstaffel und die Bronzemedaille mit der 4-mal-100-Meter-Lagenstaffel. Ende August wurden in West-Berlin die Schwimmweltmeisterschaften 1978 ausgetragen. Über 100 Meter Rücken siegten mit Bob Jackson und Peter Rocca zwei Schwimmer aus den Vereinigten Staaten vor dem Brasilianer Romulo Arantes. 0,43 Sekunden hinter Arantes schlug Patching als Vierter an. Patching war auch Mitglied der 4-mal-100-Meter-Freistilstaffel, die den siebten Platz belegte. Mit der 4-mal-200-Meter-Freistilstaffel wurde Patching Achter. Über 200 Meter Rücken und mit der Lagenstaffel erreichte Patching nicht den Endlauf.
Bei den Olympischen Spielen 1980 in Moskau schied Patching als 16. im Halbfinale über 100 Meter Rücken aus. Einige Tage später wurde die 4-mal-100-Meter-Lagenstaffel ausgetragen. Mit der schnellsten Vorlaufzeit erreichte die sowjetische Staffel das Finale vor der australischen Staffel, für die im Vorlauf Glenn Patching, Peter Evans, Mark Tonelli und Neil Brooks antraten. Im Finale schwammen für die Sowjetunion vier Schwimmer, die im Vorlauf nicht dabei waren. Bei den Australiern wurde lediglich Mark Kerry für Glenn Patching eingewechselt. Im Endlauf siegten die Australier mit 0,22 Sekunden Vorsprung vor der sowjetischen Staffel, die britische Staffel erhielt die Bronzemedaille. Entsprechend den bis einschließlich 1980 gültigen Regeln erhielten Schwimmer, die nur im Vorlauf eingesetzt worden waren, keine Medaille.